# Gastrotheca espeletia
Gastrotheca espeletia är en groddjursart som beskrevs av William Edward Duellman och Hillis 1987. Gastrotheca espeletia ingår i släktet Gastrotheca och familjen Hemiphractidae. IUCN kategoriserar arten globalt som starkt hotad. Inga underarter finns listade i Catalogue of Life.